# Lilian Jackson Braun
Lilian Jackson Braun, geb. Jackson (* 20. Juni 1913 in Chicopee, Hampden County, Massachusetts; † 4. Juni 2011 in Landrum, Spartanburg County, South Carolina) war eine US-amerikanische Schriftstellerin.
Ihr bekanntestes Werk ist die „Die Katze, die ...“-Reihe (im Original: „The Cat Who ...“), in der die beiden Katzen Koko und Yum Yum den Journalisten James Qwilleran bei der Aufklärung von Kriminalfällen unterstützen.

## Leben
Braun begann bereits als Teenager mit dem Schreiben, als Sportberichterstatterin für die Detroit News. Später arbeitete sie als Werbetexterin für viele Detroiter Kaufhäuser. Sie wechselte zur Detroit Free Press und schrieb 30 Jahre lang als Redakteurin, bevor sie 1978 in Rente ging.
Zwischen 1966 und 1968 veröffentlichte sie ihre ersten drei Romane, die den Beginn der „Die Katze, die ...“-Reihe markierten. Die Romane waren ein großer Erfolg, und Braun wurde von der New York Times zum „Detektiv des Jahres“ („the new detective of the year“) erklärt. Doch dann geriet ihre Karriere ins Stocken, da härtere Kriminalromane gefragt waren. Erst 18 Jahre später erschien 1986 ein neues Buch aus ihrer Feder. Innerhalb von zwei Jahren veröffentlichte sie vier Romane und ließ die Bücher aus den 60ern neu auflegen, und die Reihe erwies sich abermals als Bestseller. Daraufhin erschienen jährlich (bis auf 1998) mindestens eines, teilweise sogar zwei Bücher aus ihrer Reihe. Im Januar 2007 war die „The Cat Who ...“-Reihe auf letztlich 29 Romane angewachsen; ein für das Jahr 2008 angekündigter 30. Roman (The Cat Who Smelled Smoke) wurde nie veröffentlicht. Band 30 der „Die Katze, die ...“-Reihe enthält 14 Katzengeschichten, in denen allerdings weder James Qwilleran noch seine beiden Siamkatzen vorkommen.
Wie viele Autoren ihres Jahrgangs konnte Braun sich nicht mit der modernen Technik anfreunden; sie schrieb ihre Werke auf einer Schreibmaschine. Sie lebte mit ihrem zweiten Mann Earl Bettinger und zwei Katzen im US-Bundesstaat North Carolina.

## Die Katze, die ...
Die Hauptfiguren der Reihe sind der Zeitungsreporter James Qwilleran und seine zwei Siamkatzen Koko (eigentlich Kao K’o-Kung) und Yum Yum; Namensgeber für letztere sind der chinesische Maler Gao Kegong („Kao K'o-kung“ nach Wade-Giles) und eine Figur aus der Operette Der Mikado (wo es u. a. die Rollennamen „Yum-Yum“ und „Ko-Ko“ gibt). Die drei leben zunächst in einer (Detroit nachempfundenen) Großstadt und dann in der fiktiven Stadt Pickax (3000 Einwohner) in Moose County, „400 Meilen nördlich vom Rest der Welt“. Jedes dieser Bücher wurde ihrem (zweiten) Ehemann gewidmet, „Earl Bettinger, the Husband Who...“; dieser starb im Juli 2020 im Alter von 96 Jahren. Als Vorbild diente Braun die Stadt Bad Axe in Michigan, in der sie viele Jahre mit ihrem Mann lebte.

## Werke
- Auf Kater Kokos Spur. (1966) (Neuauflage unter dem Titel: Die Katze, die rückwärts lesen konnte)
- Kater Kokos zweiter Fall. (1968) (Neuauflage unter dem Titel: Die Katze, die das Licht löschte)
- Die Katze, die rückwärts lesen konnte. (Band 1) (1991)
- Die Katze, die in den Ohrensessel biß. (Band 2) (Mai 1995)
- Die Katze, die das Licht löschte. (Band 3) (Dezember 1995)
- Die Katze, die rot sah. (Band 4) (Juni 1992)
- Die Katze, die Brahms spielte. (Band 5) (Oktober 1992)
- Die Katze, die Postbote spielte. (Band 6) (Juli 1996)
- Die Katze, die Shakespeare kannte. (Band 7) (Februar 1992)
- Die Katze, die Leim schnüffelte. (Band 8) (Januar 1993)
- Die Katze, die Lippenstift liebte. (Band 9) (1993)
- Die Katze, die Geister beschwor. (Band 10) (Juli 1993)
- Die Katze, die hoch hinaus wollte. (Band 11) (Oktober 1993)
- Die Katze, die einen Kardinal kannte. (Band 12) (Februar 1994)
- Die Katze, die Berge versetzte. (Band 13) (1994)
- Die Katze, die rosa Pillen nahm. (Band 14) (Juli 1994)
- Die Katze, die im Schrank verschwand. (Band 15) (Januar 1995)
- Die Katze, die Domino spielte. (Band 16) (Oktober 1995)
- Die Katze, die Alarm schlug. (Band 17) (März 1996)
- Die Katze, die für Käse schwärmte. (Band 18) (März 1997)
- Die Katze, die den Dieb vertrieb. (Band 19) (Oktober 1997)
- Die Katze, die Gesang studierte. (Band 20) (August 1998)
- Die Katze, die Sterne sah. (Band 21) (März 2000)
- Die Katze, die die Bank ausraubte. (Band 22) (Juli 2001)
- Die Katze, die den Braten roch. (Band 23) (März 2002)
- Die Katze, die ins Schwimmen kam. (Band 24) (April 2003)
- Die Katze, die Applaus bekam. (Band 25) (Januar 2004)
- Die Katze, die dem Truthahn lauschte. (Band 26) (Oktober 2005)
- Die Katze, die Bananen stahl. (Band 27) (Januar 2007)
- Die Katze, die vom Himmel fiel. (Band 28) (Oktober 2007)
- Die Katze, die Detektiv spielte. (1997) (Band 1 bis 3 in einem Buch)
- Die Katze, die Gedanken las. (Band 29) (Januar 2009)
- Die Katze, die zuletzt lachte. (Band 30) (Juni 1999) (14 Kurzgeschichten)

### Hörbücher
- Phut Phat konzentriert sich / SuSu und der Geist. (September 2006)
- Der Kater mit den langen Schnurrhaaren / Der Dunkle. (Oktober 2005)